# Clare Wheeler
Clare Wheeler (født 14. januar 1998) er en kvindelig australsk fodboldspiller, der spiller midtbane for Fortuna Hjørring i Gjensidige Kvindeligaen. Hun har tidligere spillet for Newcastle Jets og Sydney FC i W-League.
Hun deltog under U/20-Asienmesterskabet i fodbold for kvinder 2015 i Nanjing.
Hun skiftede i juli 2021, til den danske topklub Fortuna Hjørring i Gjensidige Kvindeligaen.